# Discrimination et déportation des homosexuels sous le Troisième Reich

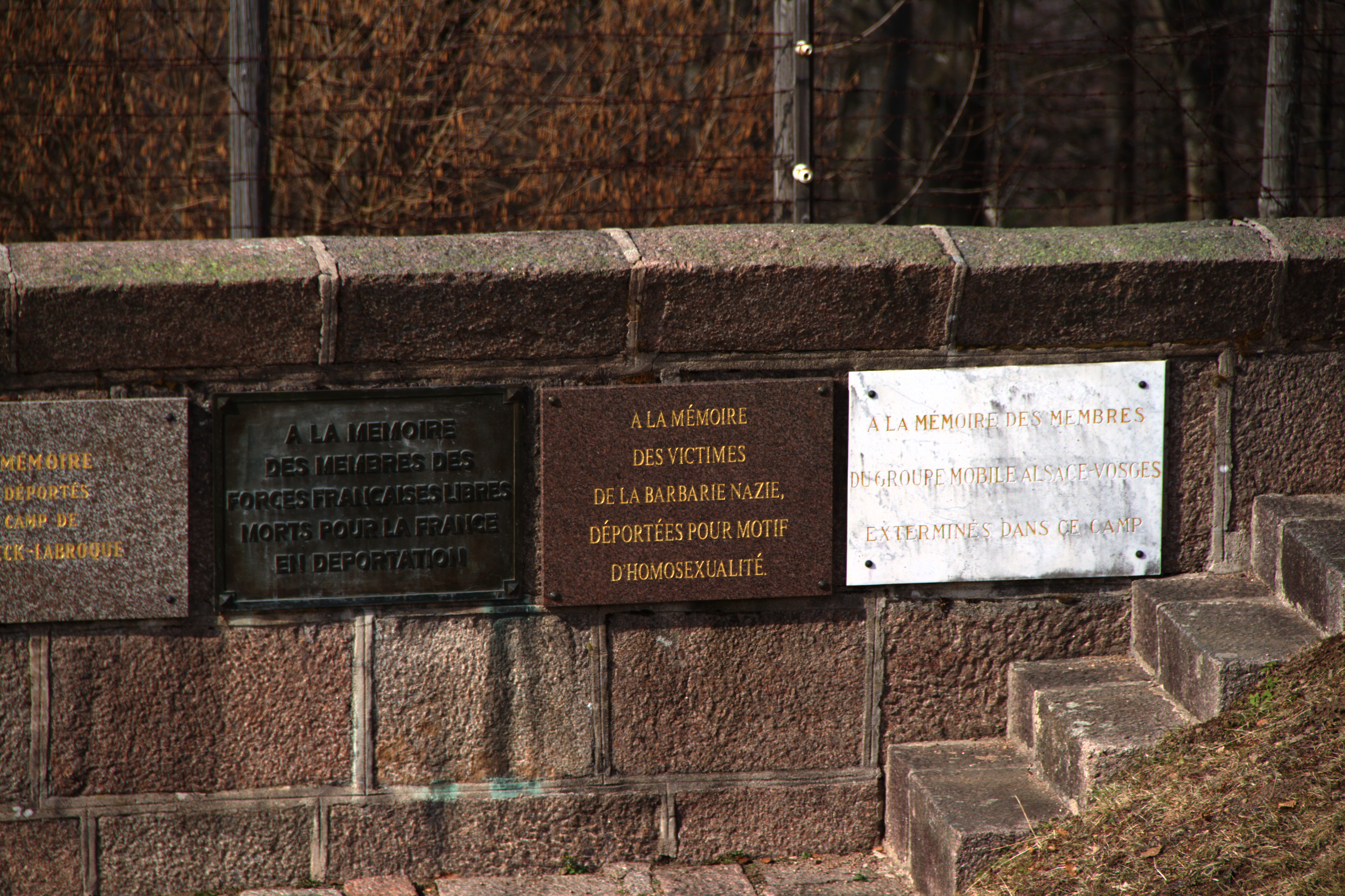
Le mur du souvenir au camp de concentration de Natzweiler-Struthof avec la plaque à la mémoire des victimes, déportées pour motif d’homosexualité.

Avant 1933, les actes homosexuels étaient illégaux en Allemagne en vertu du paragraphe 175 du Code pénal allemand. La loi n'est toutefois pas systématiquement appliquée et une « culture de Weimar » existait dans les grandes villes allemandes. Après la prise de pouvoir par les nazis en 1933, l'organisation du premier mouvement homosexuel a été fermée. Après la purge de Röhm en 1934, la persécution des homosexuels est devenue une priorité de l'État policier nazi. En 1935, une révision du paragraphe 175 facilite l'inculpation d'actes homosexuels, ce qui a entraîné une forte augmentation du nombre d'arrestations et de condamnations. La persécution a atteint son apogée dans les années précédant la Seconde Guerre mondiale et s'est étendue aux régions annexées par l'Allemagne, y compris l'Autriche pendant le IIIe Reich, les pays tchèques et l'Alsace-Lorraine.
Le régime nazi considérait l'élimination de toutes les manifestations d'homosexualité en Allemagne comme l'un de ses objectifs principaux. Les hommes sont souvent arrêtés à la suite de dénonciations, de descentes de police et d'informations obtenues lors d'interrogatoires d'autres homosexuels. Les personnes arrêtées étaient présumées coupables et soumises à des interrogatoires souvent longs ou à la torture pour obtenir des aveux. Entre 1933 et 1945, on estime que 100 000 hommes ont été arrêtés en tant qu'homosexuels ; environ 50 000 d'entre eux ont été condamnés par des tribunaux civils, 6 400 à 7 000 par des camps militaires dans l'Allemagne nazie (de), et un nombre indéterminé par des Sondergericht. La plupart de ces hommes ont purgé leur peine dans des prisons ordinaires, et entre 5 000 et 6 000 ont été emprisonnés dans des camps de concentration. Le taux de mortalité de ces prisonniers est estimé à 60 %, un taux plus élevé que celui des autres groupes de prisonniers. Un plus petit nombre d'hommes sont condamnés à mort ou directement tués dans les centres d'euthanasie nazis. La persécution des homosexuels par l'Allemagne nazie est considérée comme l'épisode le plus grave d'une longue histoire de discrimination et de violence à l'encontre des minorités sexuelles.
Après la guerre, les homosexuels n'ont pas été comptabilisés comme des victimes du nazisme, car l'homosexualité restait illégale dans les États successeurs de l'Allemagne nazie. Peu de victimes se sont manifestées pour parler de leur expérience. Les persécutions ont été portées à l'attention du public pendant le mouvement de libération des homosexuels des années 1970, puis le triangle rose a été réapproprié en tant que symbole LGBT.

## Contexte
L'Allemagne a été le foyer du premier mouvement homosexuel,. Le mot homosexuel est inventé par Karl-Maria Kertbeny ; les premiers périodiques destinés à un lectorat homosexuel, lesbien et transgenre ont été publiés en Allemagne, et la première organisation de défense des droits des homosexuels au monde a été fondé à Berlin en 1897. Dans les années 1920, la culture gay gagne en popularité dans les grandes villes allemandes, notamment à Berlin. Plusieurs compromis politiques permettent à de nombreux homosexuels de vivre librement dans leur vie privée et dans des espaces sous-culturels dédiés, à condition qu'ils n'empiètent pas de manière significative sur la sphère publique. Une théorie veut que la montée en puissance des Nazis ait été alimentée par une réaction conservatrice contre une immoralité perçue, mais selon l'historien Laurie Marhoefer (en), il ne s'agit pas d'un facteur important,.
Le paragraphe 175 du code pénal allemand, adopté après l'unification de l'Allemagne en 1871, criminalisait les actes sexuels entre hommes. La Cour suprême allemande décide qu'une condamnation nécessite la preuve que les hommes ont eu des rapports sexuels avec pénétration mais parfois des rapports sexuels oraux ; les autres activités sexuelles ne sont pas punissables, Le Rechtsstaat limite l'application de la loi car les hommes n'étaient pas arrêtés ou inculpés sans preuves concrètes et fiables. En conséquence, les taux de condamnation sont faibles et un nombre important de personnes sont plutôt condamnées à payer une amende plutôt qu'à purger une peine d'emprisonnement. Les peines supérieures à un an sont rares,.
En 1928, le Parti nazi répond négativement à un questionnaire sur son point de vue concernant le paragraphe 175, en déclarant : « Quiconque pense même à l'amour homosexuel est notre ennemi. » Les politiciens nazis s'insurgeaient régulièrement contre l'homosexualité, affirmant qu'il s'agissait d'un complot juif visant à miner le peuple allemand. Entre 1931 et 1932, le Social-démocrate a rendu publique l'homosexualité de Ernst Röhm, un homme politique nazi de premier plan, dans le but de discréditer les nazis. Le scandale Röhm (en) alimente l'idée durable mais fausse d'un Parti nazi dominé par les homosexuels, thème récurrent de la propagande de gauche des années 1930,. Le Parti nazi a temporairement toléré quelques homosexuels connus, dont Röhm, mais sans jamais faire de cette tolérance un principe général,,.

## Histoire

### Prise de pouvoir par les nazis et les premières mesures de répression (1933)
Au milieu de l'année 1932, une répression anti-homosexuelle en Prusse commence après que le chancelier Franz von Papen démissionne de son gouvernement. Certains bars et clubs homosexuels de Berlin doivent fermer après des descentes de police. En janvier 1933, le parti nazi prend le pouvoir. Immédiatement, ses ennemis réels et supposés font l'objet d'une répression violente. Le 23 février de la même année, le ministère prussien de l'Intérieur ordonne à la police berlinoise de fermer tous les établissements qui accueillent encore des « personnes qui se livrent à des pratiques sexuelles contre nature ». Cet ordre est étendu à d'autres régions d'Allemagne. À Cologne, presque tous les bars homosexuels ont été contraints de fermer. À Hanovre, tous ferment à la fin de l'année. À Hambourg, la police s'en prend à la fois aux prostituées et aux espaces homosexuels, notamment la principale gare ferroviaire, les toilettes publiques et les bars gays, ce qui entraîne une multiplication par plus de six des inculpations au titre du paragraphe 175 en 1934. La répression anti-homosexuelle vise à satisfaire les bailleurs de fonds conservateurs des nazis, qui les ont portés au pouvoir, ainsi que les électeurs socio-conservateurs,. Le Vatican et les églises protestantes ont salué la répression,. Par exemple, en octobre 1933, Clemens August Graf von Galen, évêque de Münster, approuve les efforts des nazis pour « éradiquer la propagande ouverte en faveur de l'impiété et de l'immoralité  ».

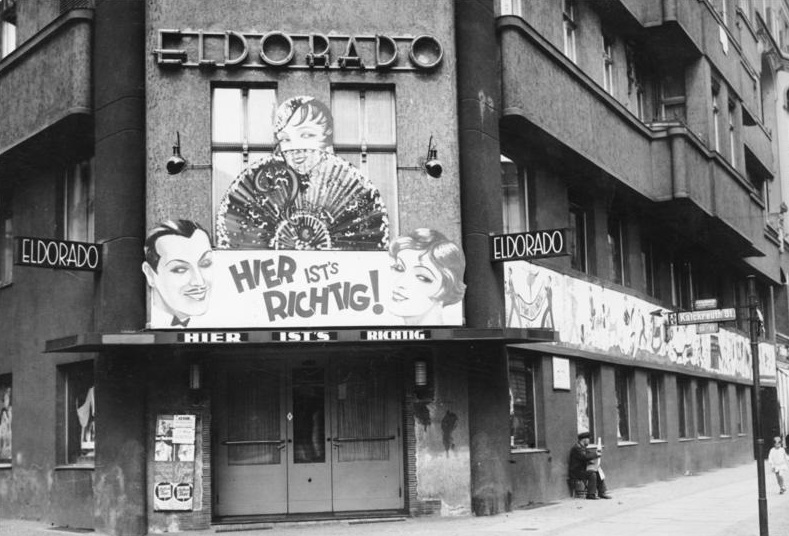
Jusqu’à sa fermeture par les nazis, le bar Eldorado était un haut lieu de rencontre homosexuel de Berlin (photographie de 1932).

En mars 1933, les autorités nazies commencent à confisquer les documents traitant de l'homosexualité. Tous les magazines liés aux LGBT qui ont survécu à la rafale de censure ont été brûlés. Leurs éditeurs sont pris pour cible ; la maison d'Adolf Brand est perquisitionnée à cinq reprises et la police vole toutes ses photographies, 6 000 numéros de magazines et de nombreux livres. La société de Friedrich Radszuweit fait l'objet de descentes similaires, souvent avec violence. Pendant la prise du pouvoir par les nazis, le militant juif allemand pour les droits des homosexuels Magnus Hirschfeld se trouvait à l'étranger pour une tournée de conférences pour la Ligue mondiale pour la réforme sexuelle. Le 6 mai, l'aile paramilitaire des nazis, la SA, fait une descente dans son Institut de recherche sur le sexe en coordination avec des étudiants allemands. La bibliothèque de l'institut, qui comptait plus de 12 000 ouvrages, est publiquement brûlée le 10 mai sur la Opernplatz ; et ses bureaux, ainsi que ceux de la Ligue mondiale pour la réforme sexuelle, sont détruits,.
Le 8 juin, l'organisation de réforme du droit Comité scientifique-humanitaire vote sa dissolution. En 1933, de nombreuses organisations homosexuelles tentent de détruire les listes d'informations que les nazis pourraient utiliser pour cibler les dissidents. D'anciens militants ont conclu des accords pour garder le silence afin de protéger les autres. Certains homosexuels, dont Thomas et Klaus Mann, ont pris le chemin de l'exil. La ville suisse de Bâle en particulier était une destination pour les homosexuels fuyant l'Allemagne nazie. D'autres homosexuels de tendance plus à droite, dont Hans Blüher, qui a d'abord accueilli favorablement la prise de pouvoir par les nazis, sont restés en Allemagne. Certains ont rejoint les SA, croyant à tort que Röhm les protégerait.

### 1935 à 1945: répression et déportation

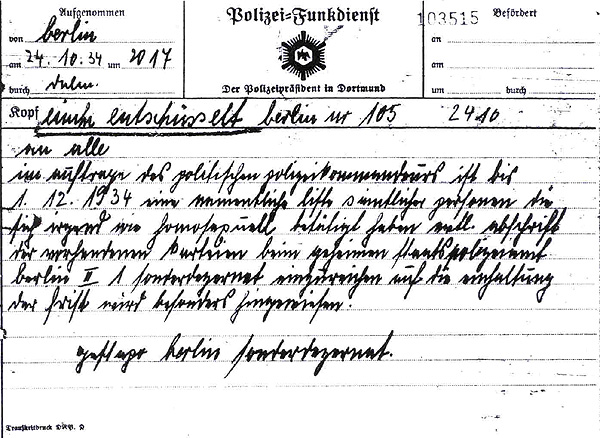
Radio télégramme de la Gestapo établissant une liste de suspects homosexuels au chef de la police de Dortmund, en 1934.

#### Homosexuels
Dès l'année qui suit, en 1935, le régime durcit la législation envers les homosexuels via une modification du paragraphe 175 du Code pénal allemand qui en élargit la portée. La création en 1936 de l'Office central du Reich pour la lutte contre l'homosexualité et l'avortement par Heinrich Himmler confère à la répression de l'homosexualité des moyens organisationnels accrus, en termes de renseignements notamment. 984 condamnations d'homosexuels sont prononcées en 1934, mais 5 310 en 1936, et plus de 8 000 par an entre 1936 et 1939. L'association de l'homosexualité et de l'avortement, affichée dans le nom de l'Office central, est liée à la politique nataliste du IIIe Reich ; les hommes et femmes sans enfants sont considérés comme des ennemis de la nation, qui menacent sa force reproductive et sa pérennité.
Dans l'Allemagne nazie, des homosexuels sont internés dans les premiers camps de concentration (notamment à Dachau et à Lichtenburg) ou encore à la Columbia-Haus. Berlin, qui était considéré comme la capitale de la liberté homosexuelle, devient le théâtre d'une active répression : les boîtes de nuit, les lieux de rencontre, les cafés et les bars homosexuels sont fermés (comme c'est le cas pour l'Eldorado et le Casino Kleist), et les hommes qui les fréquentaient sont arrêtés, incarcérés ou déportés. Dans les camps nazis, les déportés homosexuels doivent porter un triangle rose, pointe tournée vers le bas, qui les identifie comme tels. Les nazis ont entrepris de purifier l'Allemagne de ce qu'ils considèrent comme une gangrène sociale, une « peste ».
La persécution des homosexuels n'est pas tant l'héritière d'une morale publique ou d'une pudibonderie qui était de rigueur sous l'Empire allemand mais se justifie désormais par des raisons d'hygiène publique et de préservation de la race, l'homosexualité étant généralement présentée comme un risque pour la fécondité allemande et donc pour son devenir démographique.
Tout cela n'empêche pas des personnes homosexuelles de vivre leur sexualité de manière clandestine.
Les homosexuels arrêtés pour infraction au paragraphe 175 du Code pénal allemand qui réprime les relations « contre nature » entre hommes (« un homme qui commet un acte sexuel avec un autre homme est puni de prison ») sont soit incarcérés, soit transférés vers des camps de concentration. Les voies procédurales sont diverses, au gré des circonstances et de l'utilisation de la législation. Elles traduisent les incohérences ou les incertitudes de la politique à l'œuvre. Régis Schlagdenhauffen distingue quatre « trajectoires » types identifiables dans les sources : les premiers, arrêtés par la Gestapo ou la Kripo, sont d'abord jugés et condamnés à des peines d'emprisonnement, puis à l'issue de celle-ci envoyés par la Gestapo dans un camp de concentration. D'autres ne sont pas internés après leur peine de prison et échappent aux camps. Un troisième groupe est d'abord directement interné en camp par la Gestapo ou la police criminelle, puis jugé seulement à l'issue de cette première peine, et alors envoyé en prison, puis à nouveau envoyé dans un camp à l'issue de la peine. Le dernier parcours conduit immédiatement à l'internement dans un camp dès l'arrestation par la Gestapo.
Sous le Troisième Reich, entre 50 000 et 100 000 hommes homosexuels, surtout allemands, ont été incarcérés. Entre 5000 et 10 000 furent déportés, dont deux tiers d'entre eux en moururent. Portant le triangle rose, ils sont affectés à de durs travaux dans les camps, voire sont utilisés comme cobayes par des médecins. Beaucoup sont également victimes de violences sexuelles. D'autres furent internés psychiatriquement. Le joueur de tennis Gottfried von Cramm est condamné à un an de prison ferme en 1938-1939 pour homosexualité.
Dans le cadre d'expérimentations médicales, le médecin Carl Vaernet se livra à des expériences hormonales sur des détenus du camp de Buchenwald afin de trouver un traitement permettant de « soigner » l'homosexualité.

#### Lesbiennes
Si le paragraphe 175 concerne exclusivement les hommes, la répression des lesbiennes est réelle. Dès mars 1933, la revue lesbienne Die Freundin et les associations lesbiennes sont mises à l'index, entrainant une mise en veilleuse de la culture lesbienne,.
Le IIIe Reich est en proie à des débats internes concernant la pénalisation du lesbianisme, en effet, le juriste Rudolf Klare est partisan d'une pénalisation, calquée sur ce qui existe déjà en Autriche, et seule manière selon lui de faire revenir les lesbiennes dans le chemin du mariage et de la maternité,. Finalement, sa proposition n'est pas retenue, pour trois raisons : contrairement à l'homosexualité masculine, le lesbianisme n'est pas vue comme une nature irrévocable, mais comme quelque chose de rééducable ; deuxièmement, car il est pratiquement difficile de distinguer relation amoureuse et amicale entre femmes ; enfin, car les nazis ne voient pas dans le lesbianisme une remise en cause de l'ordre patriarcal, dans lequel les femmes sont subordonnées aux hommes et peuvent produire et élever des enfants,.
Cet idéal de la femme au foyer élevant des enfants fait qu'Hitler décide rapidement après son arrivée au pouvoir d'interdire l'accès à de nombreux emplois aux femmes ; de nombreuses lesbiennes perdent ainsi les moyens matériels de mener une vie indépendante et se voient contraintes, pour continuer à avoir des ressources financières, de se marier ; de nombreuses font le choix de le faire avec des hommes homosexuels, espérant ainsi se protéger mutuellement,.
Cette absence de condamnation pénale formelle n'empêche pas la réprobation sociale, policière, ou la déportation. Des couples de femmes sont ainsi dénoncées par leurs voisins et la police effectue des descentes dans les lieux de socialisation lesbienne,. Certaines lesbiennes, comme Elsbeth Killmer, Selma Engler ou Ruth Margarete Roellig, réussissent à cacher leur homosexualité, notamment en se conformant aux normes de genre qui attendent d'elles une présentation féminine : cheveux longs, vêtements féminins. La gérante de bar lesbien Elsa Conrad est ainsi arrêtée à l'automne 1935, condamnée à quinze mois de prison, puis déportée au camp de concentration de Moringen, probablement parce qu'elle est également Juive ; libérée en décembre 1938, elle quitte l'Allemagne pour la Tanzanie. Lotte Hahm est aussi arrêtée et passe en camps de concentration après sa peine de prison, dont elle ressort handicapée. Pour échapper à la Gestapo, la peintre Juive Gertrude Sandmann simule un suicide puis doit sa survie à ses amies qui la cachent dans un appartement.
Plusieurs dizaines d'autres lesbiennes sont déportées, comme Henny Schermann ou Eva Kotchever, également Juives. Dans les archives, le lesbianisme est considéré comme circonstance aggravante, mais non principale, de leur déportation. Dans les camps, les lesbiennes sont victimes d'humiliations et de viols ; des relations aussi s'y nouent mais sont punies très sévèrement (privation de nourriture, coups de bâton, enfermement, voire la mort),.

## Pays occupés
Dans les régions et pays annexés par le Reich, les personnes homosexuelles sont aussi victimes de persécutions, même si celles-ci prennent des formes variables selon les territoires.

### Autriche et Bohême-Moravie
Depuis 1852, le Code pénal interdisait « la fornication contre-nature entre les personnes de même sexe ». La répression grandit après l'Anschluss et plusieurs centaines d'hommes sont condamnés.
L'Autriche était l'un des seuls pays d'Europe à prohiber juridiquement les rapports lesbiens. De 1938 à 1945, 79 lesbiennes autrichiennes furent poursuivies à Vienne. D'autres furent également persécutées dans le protectorat de Bohême-Moravie.

### France
Durant l'Occupation, des homosexuels sont déportés dans des camps de concentration nazis mais ils sont peu à l'avoir été en raison de leur orientation sexuelle. En 2011, le bilan dressé à l'occasion de la publication du livre La déportation pour motif d’homosexualité en France. Débats d’histoire et enjeux de mémoire s'établit à 62 Français persécutés pour cette cause durant la guerre, certains étant emprisonnés, d'autres internés ou déportés. 22 ont été arrêtés dans les provinces annexées par l'Allemagne, 32 sur le territoire du Reich (deux cas où la législation allemande s'appliquait), 7 sur le territoire national et un dans un lieu indéterminé. Sur ces 62 hommes, 13 sont morts en détention.
L'historien Mickaël Bertrand note : « D'une manière générale, il n’y a donc pas eu de persécution systématique ». Contrairement à une idée reçue, les homosexuels arrêtés en Alsace-Moselle ne l'ont pas été en raison d'un prétendu fichier français transmis à la Gestapo. Ces chiffres montrent par ailleurs que les premières estimations faites par des journalistes et militants dans les années 1960-1990 (parfois plusieurs milliers de personnes) ont été surévaluées. Toutefois, ce bilan n'est pas définitif, toutes les archives à ce sujet n'ayant pas encore été dépouillées. Dans un climat d'après-guerre marqué par l'homophobie, peu de déportés pour motif d'homosexualité manifestent la volonté de rendre publique leur histoire : seuls 5 demandent le titre de déporté auprès du ministère des Anciens combattants et un seul l'obtient, Pierre Seel.

## Mémoire

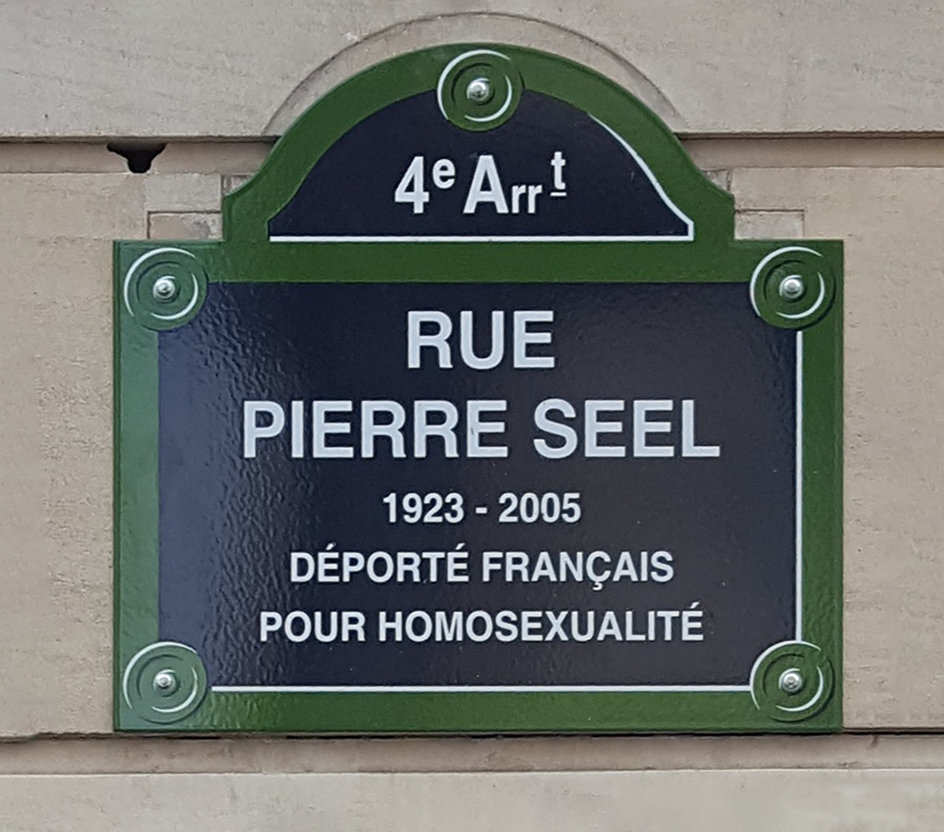
Plaque de la rue Pierre-Seel à Paris.

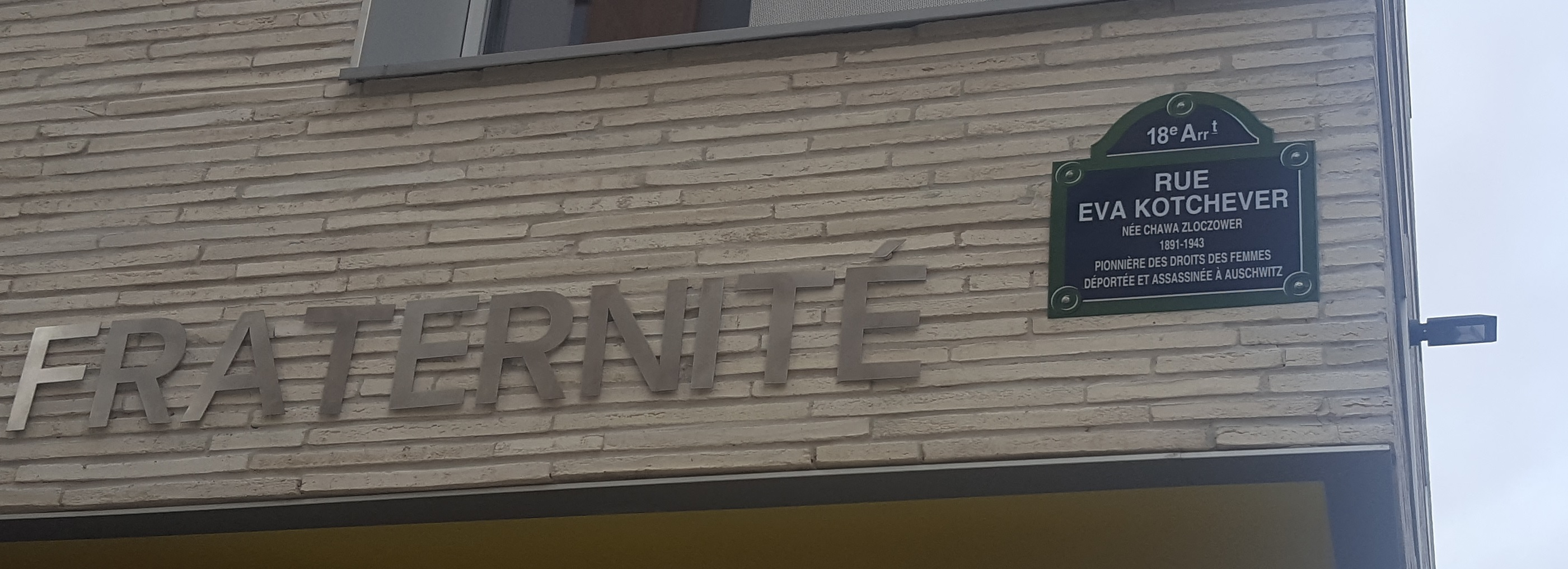
Plaque de la rue Eva-Kotchever à Paris.

La mémoire des victimes homosexuelles du Troisième Reich a pendant longtemps été écartée des cérémonies officielles. En mai 1985, le président allemand Richard von Weizsäcker reconnaît officiellement que les homosexuels ont été persécutés sous le Troisième Reich. Cela initie un mouvement de commémoration et soulève la question de l'indemnisation des victimes. En 2002, le Bundestag vote la réhabilitation des personnes condamnées pour homosexualité sous le régime nazi. Des plaques commémoratives et des mémoriaux sont installés dans les anciens camps et dans plusieurs villes, par exemple en 2008 à Berlin le mémorial aux homosexuels persécutés pendant la période nazie. D'autres villes du monde font de même (New York, Tel Aviv) ; jusqu'aux années 2010-2020, il n'existe pas de mémorial en France,.

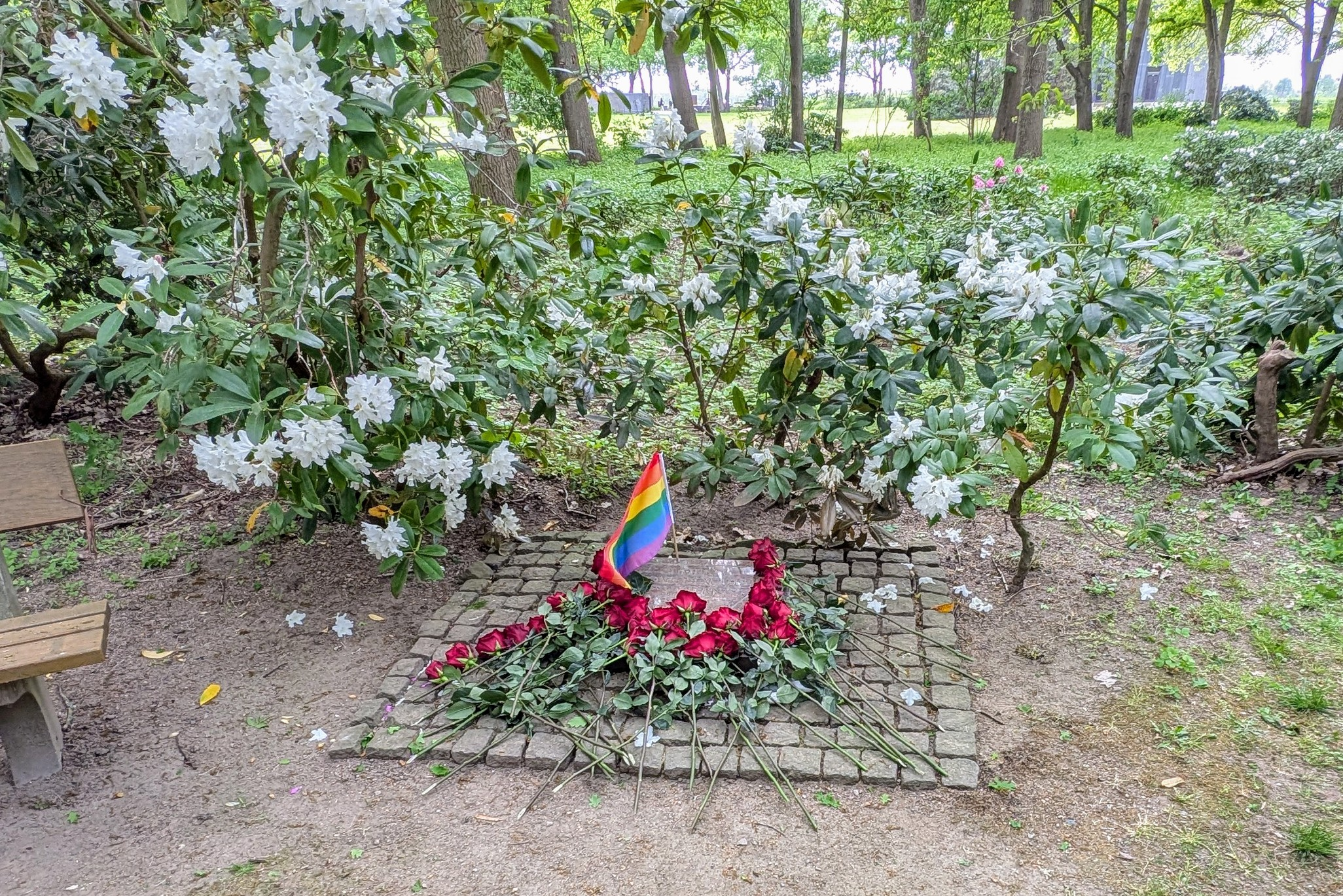
Pierre commémorative pour les victimes homosexuelles du nazisme au mémorial du camp de concentration de Neuengamme (80 ans de la libération, commémoration le 4 mai 2025).

Si les mouvements de reconnaissance d'une mémoire de la répression nazie de l'homosexualité sont initialement menés conjointement par des homosexuels et des lesbiennes, des actions spécifiquement lesbiennes voient le jour dans les années 1980 : en 1986, pour la première fois, une délégation lesbienne berlinoise se rend à Ravensbrück pour commémorer la mémoire des déportées. Malgré l'autorisation, la RDA efface toutes les traces de cette action, retirant la gerbe de fleur déposée dès le lendemain et remplaçant le livre d'or où les militantes ont signé par un nouveau. L'année suivante, une délégation gay et lesbienne est présente à Dachau, où le triangle noire des « asociales » devient le symbole des déportées lesbiennes. Durant les années qui suivent, deux visions de la mémoire s’affrontent : celle, portée majoritairement par des hommes gays, que la répression nazie concernait en écrasante majorité (l'action mémorielle devrait donc se focaliser sur ceux-ci) ; celle, portée par les lesbiennes, qui notait que la répression nazie visait les homosexuels, hommes comme femmes, mais de manière différente à cause de leur position par rapport au patriarcat (l'action mémorielle devrait donc se faire pour les deux groupes).

## Filmographie
- Sounds from the Fog, de Klaus Stanjek (de). Documentaire allemand de 2013 sur la biographie de Wilhelm Heckmann, musicien de camp Mauthausen.
- Bent (1997), de Sean Mathias, avec Clive Owen, film sur l'histoire d'un homosexuel qui préfère porter l'étoile jaune que le triangle rose.
- Un amour à taire, réal. Christian Faure, film sur l'histoire de deux amants homosexuels, Philippe et Jean, ainsi que de Jacques, le frère de ce dernier, et de Sara, l'amie du couple, jeune juive résistante.
- Aimée et Jaguar, réalisé par Max Färberböck, et sorti en 1999. Il s’agit d’un des rares films traitant spécifiquement de la déportation lesbienne, d’après l’histoire vraie de Felice Schragenheim et Lilly Wust.
- Paragraphe 175, de Rob Epstein et Jeffrey Friedman, documentaire de 2000.
- Il Rosa Nudo, de 2013, est un travail de cinéma expérimental réalisé par Giovanni Coda inspiré de la biographie de Pierre Seel.

### Ouvrages
- Dagmar Herzog, Sexuality in Europe: A Twentieth-Century History, Cambridge University Press, 2011 (ISBN 978-0-521-87096-2)
- (en) Peter Longerich, Heinrich Himmler: A Life, Oxford University Press, 2011 (ISBN 978-0-19-161705-8)
- (de) Gottfried Lorenz, Todesurteile und Hinrichtungen wegen homosexueller Handlungen während der NS-Zeit: Mann-männliche Internetprostitution. Und andere Texte zur Geschichte und zur Situation der Homosexuellen in Deutschland [« Death sentences and executions for homosexual acts during the Nazi era, male-male internet prostitution, and other texts on the history and situation of homosexuals in Germany »], LIT Verlag, 2018 (ISBN 978-3-643-13992-4)
- (en) Laurie Marhoefer, Sex and the Weimar Republic: German Homosexual Emancipation and the Rise of the Nazis, University of Toronto Press, 2015 (ISBN 978-1-4426-1957-9)
- (en) W. Jake Newsome, Pink Triangle Legacies: Coming Out in the Shadow of the Holocaust, Cornell University Press, 2022 (ISBN 978-1-5017-6549-0)
- (en) David Raub Snyder, Sex Crimes Under the Wehrmacht, University of Nebraska Press, 2007 (ISBN 978-0-8032-0742-4)
- (de) Klaus Storkmann, Tabu und Toleranz: Der Umgang mit Homosexualität in der Bundeswehr 1955 bis 2000 [« Taboo and Tolerance: Homosexuality and the Bundeswehr 1955 to 2000 »], De Gruyter, 2021 (ISBN 978-3-11-073290-0)
- (en) Javier Samper Vendrell, Seduction of Youth: Print Culture and Homosexual Rights in the Weimar Republic, University of Toronto Press, 2020 (ISBN 978-1-4875-2503-3)
- (en) Nikolaus Wachsmann, Hitler's Prisons: Legal Terror in Nazi Germany, Yale University Press, 2015 (1re éd. 2004) (ISBN 978-0-300-22829-8)
- (en) Paul Weindling, Victims and Survivors of Nazi Human Experiments: Science and Suffering in the Holocaust, Bloomsbury Academic, 2015 (ISBN 978-1-4411-7990-6)
- (en) Clayton J. Whisnant, Queer Identities and Politics in Germany: A History, 1880–1945, Columbia University Press, 2016 (ISBN 978-1-939594-10-5)
- (en) Kim Wünschmann, Before Auschwitz: Jewish Prisoners in the Prewar Concentration Camps, Harvard University Press, 2015 (ISBN 978-0-674-96759-5)
- (de) Alexander Zinn, Aus dem Volkskörper entfernt?: Homosexuelle Männer im Nationalsozialismus [« Removed from the national body? Homosexual men under National Socialism »], Campus-Verlag (de), 2018 (ISBN 978-3-593-50863-4)
- (en) Alan E. Steinweis, Art, Ideology, and Economics in Nazi Germany, University of North Carolina Press, 2017 (ISBN 9780807864791)

### Témoignages
- (en) Kathrin Braun, Biopolitics and Historic Justice: Coming to Terms with the Injuries of Normality, transcript Verlag (de), 2021, 77–98 p. (ISBN 978-3-8394-4550-1, DOI 10.1515/9783839445501-004, lire en ligne), « Justice at Last: The Persecution of Homosexual Men and the Politics of Amends »
- (de) Ulf Bollmann, Homosexuelle im Nationalsozialismus: Neue Forschungsperspektiven zu Lebenssituationen von lesbischen, schwulen, bi-, trans- und intersexuellen Menschen 1933 bis 1945 [« Homosexuals Under National Socialism: New Research Perspectives on the Life Circumstances of Lesbian, Gay, Bisexual, Transsexual, and Intersexual Persons from 1933 to 1945 »], De Gruyter, 2014, 129–134 p. (ISBN 978-3-486-85750-4, DOI 10.1524/9783486857504.129, lire en ligne), « Gemeinsam gegen das Vergessen – Stolpersteine für homosexuelle NS-Opfer » lire en ligne (2)
- (en) Geoffrey J. Giles, Social Outsiders in Nazi Germany, Princeton University Press, 2001, 233–255 p. (ISBN 978-0-691-18835-5), « The Institutionalization of Homosexual Panic in the Third Reich »
- Geoffrey J. Giles, The Routledge History of the Holocaust, Routledge, 2010, 385–396 p. (ISBN 978-0-203-83744-3), « The Persecution of Gay Men and Lesbians During the Third Reich »
- (de) Günter Grau et Michael Schwartz, Homosexuelle im Nationalsozialismus: Neue Forschungsperspektiven zu Lebenssituationen von lesbischen, schwulen, bi-, trans- und intersexuellen Menschen 1933 bis 1945 [« Homosexuals Under National Socialism: New Research Perspectives on the Life Circumstances of Lesbian, Gay, Bisexual, Transsexual, and Intersexual Persons from 1933 to 1945 »], De Gruyter, 2014, 43–52 p. (ISBN 978-3-486-85750-4, DOI 10.1524/9783486857504.43, lire en ligne), « Die Verfolgung der Homosexualität im Nationalsozialismus: Anmerkungen zum Forschungsstand » lire en ligne (2)
- Johann K. Kirchknopf, Queer in Europe during the Second World War, Council of Europe, 2018, 39–52 p. (ISBN 978-92-871-8464-1, lire en ligne [archive du 17 février 2022]), « The Anschluss – Also a sexual annexation? »
- (de) Albert Knoll, ... der schrankenlosesten Willkür ausgeliefert: Häftlinge der frühen Konzentrationslager 1933–1936/37 [« ... at the mercy of the most unrestrained arbitrariness: prisoners of the early concentration camps 1933–1936/37 »], Campus Verlag, 2017, 221–246 p. (ISBN 978-3-593-50702-6), « "Es muß alles versucht werden, um dieses widernatürliche Laster auszurotten": Homosexuelle Häftlinge in den frühen Konzentrationslagern »
- (de) Rüdiger Lautmann, Ko-Erinnerung: Grenzen, Herausforderungen und Perspektiven des neueren Shoah-Gedenkens [« Commemoration: Limits, Challenges, and Possibilities in Contemporary Shoah Remembrance »], De Gruyter, 2020, 175–192 p. (ISBN 978-3-11-062270-6), « Engführungen des Erinnerns an die NS-Homosexuellenrepression und an die Shoah »
- (en) Melanie Murphy, Nazi Law – From Nuremberg to Nuremberg, Bloomsbury Academic, 2017, 110–124 p. (ISBN 978-1-350-00726-0), « Homosexuality and the Law in the Third Reich »
- Régis Schlagdenhauffen, Queer in Europe during the Second World War, Council of Europe, 2018, 7–20, 21–38 (ISBN 978-92-871-8464-1, lire en ligne [archive du 17 février 2022]), « Queer life in Europe during the Second World War" and "Punishing homosexual men and women under the Third Reich »
- (de) Michael Schwartz, Homosexuelle im Nationalsozialismus: Neue Forschungsperspektiven zu Lebenssituationen von lesbischen, schwulen, bi-, trans- und intersexuellen Menschen 1933 bis 1945 [« Homosexuals Under National Socialism: New Research Perspectives on the Life Circumstances of Lesbian, Gay, Bisexual, Transsexual, and Intersexual Persons from 1933 to 1945 »], De Gruyter, 2014, 11–18 p. (ISBN 978-3-486-85750-4, DOI 10.1524/9783486857504.11, lire en ligne), « Verfolgte Homosexuelle – oder Lebenssituationen von LSBT*QI*? » lire en ligne (2)
- Jan Seidl, Queer in Europe during the Second World War, Council of Europe, 2018, 53–62 p. (ISBN 978-92-871-8464-1, lire en ligne [archive du 17 février 2022]), « Legal Imbroglio in the Protectorate of Bohemia-Moravia »
- Alexander Zinn, Homosexuelle in Deutschland 1933–1969 [« Homosexuals in Germany 1933–1969 »], V&R unipress, 2020a, 15–48 p. (ISBN 978-3-8471-1169-6), « 'Gegen das Sittengesetz': Staatliche Homosexuellenverfolgung in Deutschland 1933–1969 »

### Articles de journaux
- (en) Jason Crouthamel, « Homosexuality and Comradeship: Destabilizing the Hegemonic Masculine Ideal in Nazi Germany », Central European History, vol. 51, no 3,‎ 2018, p. 419–439 (ISSN 0008-9389, DOI 10.1017/S0008938918000602 )
- Eleanor Hancock, « 'Only the Real, the True, the Masculine Held Its Value': Ernst Röhm, Masculinity, and Male Homosexuality », Journal of the History of Sexuality, vol. 8, no 4,‎ 1998, p. 616–641 (ISSN 1043-4070, PMID 11620476, JSTOR 3840412)
- Erik N. Jensen, « The Pink Triangle and Political Consciousness: Gays, Lesbians, and the Memory of Nazi Persecution », Journal of the History of Sexuality, vol. 11, nos 1/2,‎ 2002, p. 319–349 (ISSN 1043-4070, DOI 10.1353/sex.2002.0008, JSTOR 3704560)
- Joseph Orangias, Jeannie Simms et Sloane French, « The Cultural Functions and Social Potential of Queer Monuments: A Preliminary Inventory and Analysis », Journal of Homosexuality, vol. 65, no 6,‎ 2018, p. 705–726 (PMID 28777713, DOI 10.1080/00918369.2017.1364106)
- Stefan Micheler, « Homophobic Propaganda and the Denunciation of Same-Sex-Desiring Men under National Socialism », Journal of the History of Sexuality, vol. 11, no 1,‎ 2002, p. 105–130 (ISSN 1535-3605, DOI 10.1353/sex.2002.0011)
- Raffael Scheck, « The Danger of "Moral Sabotage": Western Prisoners of War on Trial for Homosexual Relations in Nazi Germany », Journal of the History of Sexuality, vol. 29, no 3,‎ 2020, p. 418–446 (DOI 10.7560/JHS29305)
- (de) Michael Schwartz, « Homosexuelle im modernen Deutschland: Eine Langzeitperspektive auf historische Transformationen » [« Homosexuals in Modern Germany: A Long-Term Perspective on Historical Transformations »], Vierteljahrshefte für Zeitgeschichte, vol. 69, no 3,‎ 2021, p. 377–414 (DOI 10.1515/vfzg-2021-0028)
- Dorthe Seifert, « Between Silence and License: The Representation of the National Socialist Persecution of Homosexuality in Anglo-American Fiction and Film », History & Memory, vol. 15, no 2,‎ 2003, p. 94–129 (ISSN 1527-1994, DOI 10.1353/ham.2003.0012)
- Edward B. Westermann, « 'Shot While Trying to Escape': Procedural Legality and State-Sanctioned Killing in Nazi Germany », Dapim: Studies on the Holocaust, vol. 32, no 2,‎ 2018, p. 93–111 (DOI 10.1080/23256249.2018.1459277)
- (de) Alexander Zinn, « 'Das sind Staatsfeinde' Die NS-Homosexuellenverfolgung 1933–1945 » [« "They are enemies of the state": The Nazi persecution of homosexuals 1933–1945 »], Bulletin des Fritz Bauer Instituts,‎ 2020b, p. 6–13 (ISSN 1868-4211, lire en ligne [archive du 9 octobre 2022])

### Roman
- Franck Balandier, Le Silence des rails : roman, Paris, Flammarion, 2014, 213 p. (ISBN 978-2-08-133053-5, lire en ligne)L'action se déroule dans le camp de concentration de Natzweiler-Struthof.